# Internationale Filmfestspiele von Cannes 1980
Die 33. Internationalen Filmfestspiele von Cannes 1980 fanden vom 9. Mai bis zum 23. Mai 1980 statt.

## Wettbewerb
Im Wettbewerb des diesjährigen Festivals wurden folgende Filme gezeigt:
| Filmtitel                              | Regisseur          | Produktionsland                              | Darsteller (Auswahl)                                   |
| All That Jazz*                         | Bob Fosse          | USA                                          | Roy Scheider, Jessica Lange                            |
| The Beloved                            | Michel Bouchard    | Kanada                                       |                                                        |
| The Big Red One                        | Samuel Fuller      | USA                                          | Lee Marvin, Mark Hamill, Robert Carradine              |
| Bye Bye Brasil                         | Carlos Diegues     | Frankreich, Brasilien, Argentinien           |                                                        |
| Ein Mann bleibt sich treu              | Krzysztof Zanussi  | Polen                                        |                                                        |
| Dedicatoria                            | Jaime Chávarri     | Spanien, Frankreich                          |                                                        |
| Ek Din Pratidin                        | Mrinal Sen         | Indien                                       | Mamata Shankar, Gita Sen                               |
| Explodierende Träume                   | Dennis Hopper      | Kanada                                       | Linda Manz, Dennis Hopper                              |
| Der Fall des Lieutnant Morant          | Bruce Beresford    | Australien                                   | Edward Woodward                                        |
| Fantastica                             | Gilles Carle       | Frankreich, Kanada                           | Claudine Auger, John Vernon                            |
| Das fehlende Glied                     | Picha              | Frankreich, Belgien                          | Zeichentrickfilm                                       |
| Ferien für eine Woche                  | Bertrand Tavernier | Frankreich                                   | Nathalie Baye, Gérard Lanvin, Michel Galabru           |
| Jaguar                                 | Lino Brocka        | Philippinen                                  |                                                        |
| Kagemusha – Der Schatten des Kriegers* | Akira Kurosawa     | Japan                                        |                                                        |
| Kaltgestellt                           | Bernhard Sinkel    | Deutschland                                  | Helmut Griem, Martin Benrath, Ángela Molina            |
| Long Riders                            | Walter Hill        | USA                                          | David Carradine, Keith Carradine, Robert Carradine     |
| Der Loulou                             | Maurice Pialat     | Frankreich                                   | Isabelle Huppert, Gérard Depardieu                     |
| Mein Onkel aus Amerika                 | Alain Resnais      | Frankreich                                   | Gérard Depardieu, Nicole Garcia                        |
| Örökség                                | Márta Mészáros     | Frankreich, Ungarn                           | Isabelle Huppert                                       |
| Poseban tretman                        | Goran Paskaljević  | Jugoslawien                                  |                                                        |
| Rette sich, wer kann (das Leben)       | Jean-Luc Godard    | Frankreich, Österreich, Deutschland, Schweiz | Isabelle Huppert, Jacques Dutronc, Nathalie Baye       |
| Der Sprung ins Leere                   | Marco Bellocchio   | Italien, Frankreich                          | Michel Piccoli, Anouk Aimée, Michele Placido           |
| Die Terrasse                           | Ettore Scola       | Italien, Frankreich                          | Vittorio Gassman, Ugo Tognazzi, Jean-Louis Trintignant |
| Willkommen Mr. Chance                  | Hal Ashby          | USA                                          | Peter Sellers, Shirley MacLaine, Melvyn Douglas        |

* = Goldene Palme

## Internationale Jury
In diesem Jahr war der US-amerikanische Schauspieler Kirk Douglas Jurypräsident. Er stand folgender Jury vor: Ken Adam, Robert Benayoun, Veljko Bulajić, Leslie Caron, Charles Champlin, André Delvaux, Gian Luigi Rondi, Michael Spencer und Albina du Boisrouvray.

## Preisträger
- Goldene Palme: All That Jazz und Kagemusha – Der Schatten des Kriegers
- Großer Preis der Jury: Mein Onkel aus Amerika
- Sonderpreis der Jury: Constans
- Bester Schauspieler: Michel Piccoli in Der Sprung ins Leere
- Beste Schauspielerin: Anouk Aimée in Der Sprung ins Leere
- Bester Schauspieler in einer Nebenrolle: Jack Thompson in Der Fall des Lieutnant Morant
- Beste Schauspielerin in einer Nebenrolle: Milena Dravic in Poseban tretman und Carla Gravina in Die Terrasse

## Weitere Preise
- FIPRESCI-Preis: Mein Onkel aus Amerika
- Preis der Ökumenischen Jury: Constans und Stalker von Andrei Tarkowski